# Златна ливада
Злàтна ливàда е село в Южна България, община Чирпан, област Стара Загора.

## География
Село Златна ливада се намира на около 38 km юг-югозападно от областния център Стара Загора и 12 km югоизточно от общинския център Чирпан. Разположено е в Старозагорското поле на Горнотракийската низина. Надморската височина в центъра на селото е около 127 m. Климатът е преходно-континентален. Преобладаващите почви в землището на селото са наносни.
Източно от Златна ливада и през южния край на селото тече Старата река, която на около 3 km югоизточно от него се влива в река Марица. Североизточно от селото има находище на бентонитови глини (няколко пласта с дебелина до 1,5 м). Глините са бели, с ниско съдържание на желязо. Образувани са при промяна на кисели пирокластични скали.
Минаващият през селото общински път води на югозапад до връзка с автомагистрала Марица, а на северозапад през кръстовище с третокласния републикански път III-663 и село Ценово – до град Чирпан.
Землището на село Златна ливада граничи със землищата на: село Целина на север и североизток; село Великан на изток и югоизток; село Сталево на югозапад; село Зетьово на запад.
Етническият състав на населението по численост и дял на етническите групи според преброяването през 2011 г. е:
| Етнически групи     | Численост | Дял (в %) |
| Общо                | 63        | 100       |
| Българи             | 63        | 100       |
| Турци               | 0         | 0         |
| Цигани              | 0         | 0         |
| Други               | 0         | 0         |
| Не се самоопределят | 0         | 0         |
| Не отговорили       | 0         | 0         |

Числеността на населението на село Златна ливада по данните от преброяванията от 1934 г. насам се променя както следва:
| \| Година на преброяване \| Численост \| \| --------------------- \| --------- \| \| 1934 \| 915 \| \| 1946 \| 916 \| \| 1956 \| 638 \| \| 1965 \| 457 \| \| 1975 \| 328 \| \| 1985 \| 225 \| \| 1992 \| 199 \| \| 2001 \| 141 \| \| 2011 \| 63 \| \| 2021 \| 49 \| |           |
| Година на преброяване | Численост |
| 1934 | 915       |
| 1946 | 916       |
| 1956 | 638       |
| 1965 | 457       |
| 1975 | 328       |
| 1985 | 225       |
| 1992 | 199       |
| 2001 | 141       |
| 2011 | 63        |
| 2021 | 49        |

## История
Землището на селото, подобно и на останалите в Горнотракийската низина, е населено още от новокаменната епоха, в античността то е част от племенната територия на траките от племената Беси и впоследствие, към 450 г. пр.н.е., става една от централните земи в Одриската държава, от 45 г. е в Римската империя в провинция Тракия. Много скоро след основаването на Българската държава на Балканите при наследника на Аспарух – хан Тервел от 705 г., то става част от първата българска държавна територия на юг от Стара планина – областта „Загоре“. Областта първоначално не е пряко отвоювана, а е отстъпена по договор между византийския император Юстиниан Ринотмет и кана. Според Теофан Изповедник (IX век) през 716 г. между новия император Теодосий III Адрамит (715 – 717) и Тервел бил сключен нов договор, според който към окончателно отстъпената област Загоре на българите се отстъпва още земя, до неизвестната „Милеона в Тракия“. Интересно е, че точно тази нова област включва землищата на манастира Свети Атанасий, селата Златна Ливада и Ябълково, както и римските крепости от двете страни на река Марица. Съществува поверие, че кан Тервел е изпратил доверени хора от канското семейство да пазят тези крепости.
Историята тук е пряко свързана с историята на християнската църква и с дейността на Свети Атанасий Велики патриарх Александрийски по българските земи. В 344 г. патриархът тук основава първия манастир в Европа. Това е посочено в житието на светеца и е потвърдено от съвременните научни изследвания. Така става известно, че днешният Златноливадски (или Чирпански) манастир Свети Атанасий е най-старият манастир в пределите на Европа.
Сведения за селото има от Османското владичество.
След Руско-турската война 1877 – 1878 г. по Берлинския договор 1878 г. селото – тогава с име Алтън чаир, остава в Източна Румелия; присъединено е към България след Съединението 1885 г. Село Алтън чаир е преименувано на Златна ливада през 1906 г.
Начално училище в село Златна ливада е създадено през 1881 г. През 1922 г. е открита прогимназия към училището; в нея учат и ученици от селата Великан и Целина. През 1928 г. е построена нова училищна сграда с четири класни стаи. От 1960 г. прогимназията е закрита поради малкия брой деца; училището отново става начално, а по-големите ученици продължават образованието си в село Целина. Началното училище е закрито през 1968 г. и учениците продължават да учат в училището в село Зетьово.
Кредитна кооперация „Марица“ в село Златна ливада е основана през 1926 г. и съществува до 1948 г., когато поради многообразната си дейност се преобразува във всестранна кооперация.
Трудово кооперативно земеделско стопанство в село Златна ливада е основано през 1949 г. Основната му дейност е производство и реализация на селскостопанска продукция – главно пшеница, ечемик, царевица, памук, ориз, домати. От ноември 1958 г. стопанството преминава към ОТКЗС (Обединено ТКЗС) село Зетьово.
Новата история на селото е свързана с борбите и войните на българския народ за национално обединение. През 30-те години на 20 век един от първенците на селото построява тук електрифицирана мелница и малка частна електроцентрала. Тя е първата селска електроцентрала в България. С нея освен мелницата са захранени селската община и някои къщи. Така Златна ливада става вероятно първото електрифицирано българско село. Собственика на мелницата обаче е сътрудник на полицията, който предава местните партизани. При засада след престрелка с жандармерията е ранен партизанинът Атанас Вранчев, който впоследствие е измъчван и убит.
През годините на Втората световна война някои от жителите се заселват в новоосвободената българска Беломорска Тракия, но след края ѝ са прогонени от гръцките окупационни власти.

## Обществени институции
Изпълнителната власт в село Златна ливада към 2025 г. се упражнява от кметски наместник.
В село Златна ливада към 2025 г. има действащо читалище „Селска пробуда - 1927“;

## Културни и природни забележителности
Обителта „Свети Атанасий“, известна и като „Чирпански манастир“, е женски манастир. Издига се на живописен хълм над селото, на десния бряг на Старата река недалеч от вливането ѝ в Марица. Манастирският комплекс включва църква (възстановена през 1961 г.), пещера-постница и аязмо с лековита вода в манастирския двор под нея, стари нереставрирани сгради от 1840 г., както и нови крила построени по желание на Людмила Живкова в 1979 г. Стара река дели пещерата постница и обителта, а скривалището на Васил Левски е било сред монашеските килии. Икона на Атанасий Велики, рисувана в Александрия е подарена от Александрийски патриарх Петрос VII, втори в йерархията на източното православие след Вселенския патриарх, в 2003 г., когато той идва в манастира на поклонение пред свети Атанасий.
Друга атонска икона на светеца е дарена от монаси от Света гора. Над църковния олтар е и иконата на света Петка като българска светица. В манастира се пази препис от Реймското евангелие от оригинала в библиотеката на Реймс, направен от наши художници и дарен на манастира. Това е първото копие на святата книга на български език, над чийто български глаголически и кирилски текст повече от 200 години във вярност към Бога и народа са полагали клетва френските крале при коронацията си.
Римската крепост
Останки от стара римска крепост и пътна станция са открити на срещуположния на манастира бряг на Стара река преди вливането ѝ в Марица. Понякога местните хора погрешно ги наричат „римският манастир“. Стотици поклонници идват тук и до днес, привлечени от святото място на близката пещера-постница и от лековитата вода.
Туризъм
В последните години тук е насочен интереса на историци, археолози, етнолози, които проучват най-древната история на това място и установиха, че не шотландският манастир „Кандида каса“, основан през 360 г., следван от двата манастира, създадени от свети Мартин през 373 и 375 г. в днешна Франция са най-древните в Европа, а именно Златноливадският манастир „Св. Атанасий“.
Като природно-архитектурен ансамбъл, светата обител заедно с руините на римската крепост на съседния хълм, реките Марица и Старата река, запазените в места вековни гори в красивата местност, оградена от хълмове и живописната гледка от манастира към Тракийската равнина на юг, заедно с гостоприемното село с китни градини е забележително място за културен, поклоннически и еко туризъм.
По време на изграждането на магистрала Марица е изградена една кратка пътна отсечка, свързваща магистралата с манастира. Пътят в селото и до него от Чирпан остава обаче в лошо състояние към 2017 година.
Защитени зони
Части от землището на село Златна ливада попадат в обхвата на:
- Защитената зона по директивата за птиците[17] „Марица Първомай“.[18]
- Защитената зона по директивата за местообитанията[19] „Река Марица“.[20]

## Редовни събития
На 2 май е храмовият празник на манастира. Всяка година тогава се организира събор, на който се събират по няколко хиляди души.